# Nematus respondens
Nematus respondens är en stekelart som beskrevs av Förster 1854. Nematus respondens ingår i släktet Nematus, och familjen bladsteklar. Arten är reproducerande i Sverige.